# Villa Pellizzari di Meduna
La Villa Pellizzari di Meduna è situata nella frazione Fornaci del comune di Brescia ed è di proprietà dei conti Pellizzari di Meduna.

## Storia
I documenti sull'origine della villa sono distrutti, tuttavia il corpo più antico risale al XVI secolo. La villa ha subito un'ampia ristrutturazione nel XVIII secolo.

### Prospetti della villa

Ingresso da Via Fornaci.
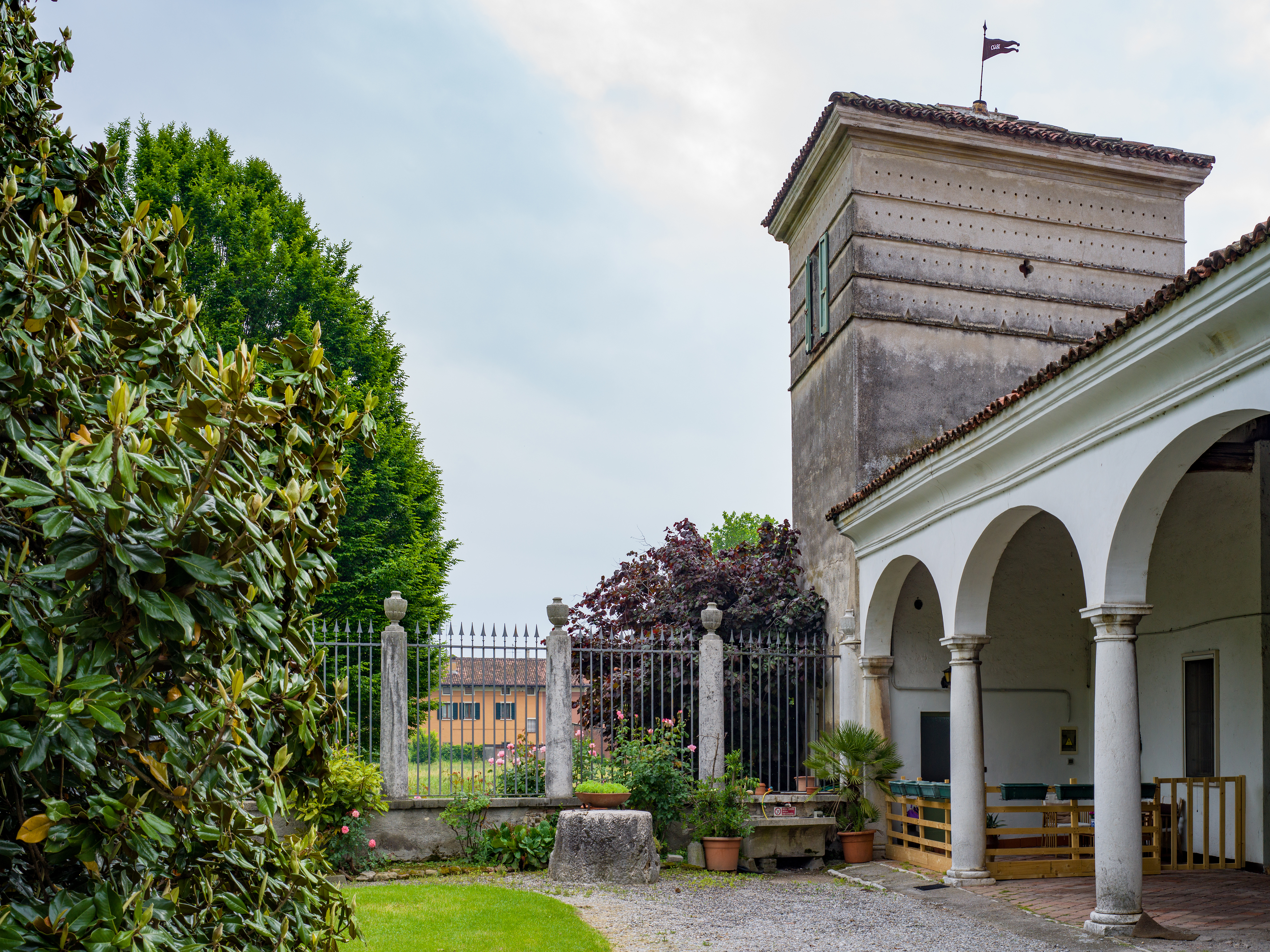
Ala occidentale e torre passerera occidentale.
Ala orientale e torre passerera orientale.

Vi si entra attraverso un portale decorato, giungendo in un parco/cortile circondato dall'edificio a nord, est e ovest. 
L'edificio principale, a pianta rettangolare e a due piani, presenta al piano terra un'ampia loggia colonnata di sei arcate a tutto sesto con colonne toscane. Le ali ai lati, dotate di locali rustici, presentano anche un'elegante loggia con colonnato toscano.
All'estremo sud delle ali laterali vi sono due torri passerere con fori di minima grandezza, che un tempo servivano per catturare gli uccelli più piccoli per gli "spiedi".

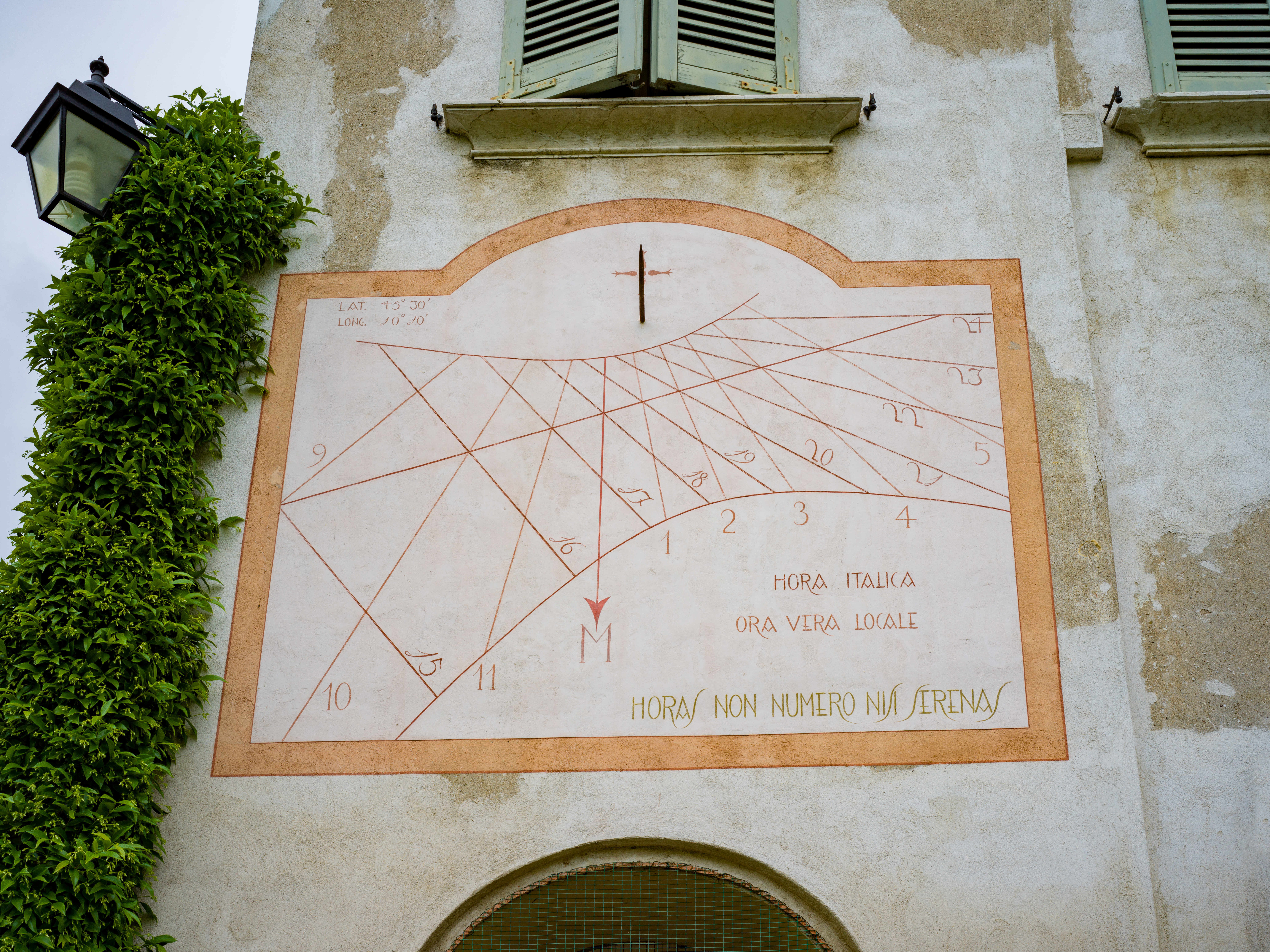
Meridiana verticale sulla facciata sud.
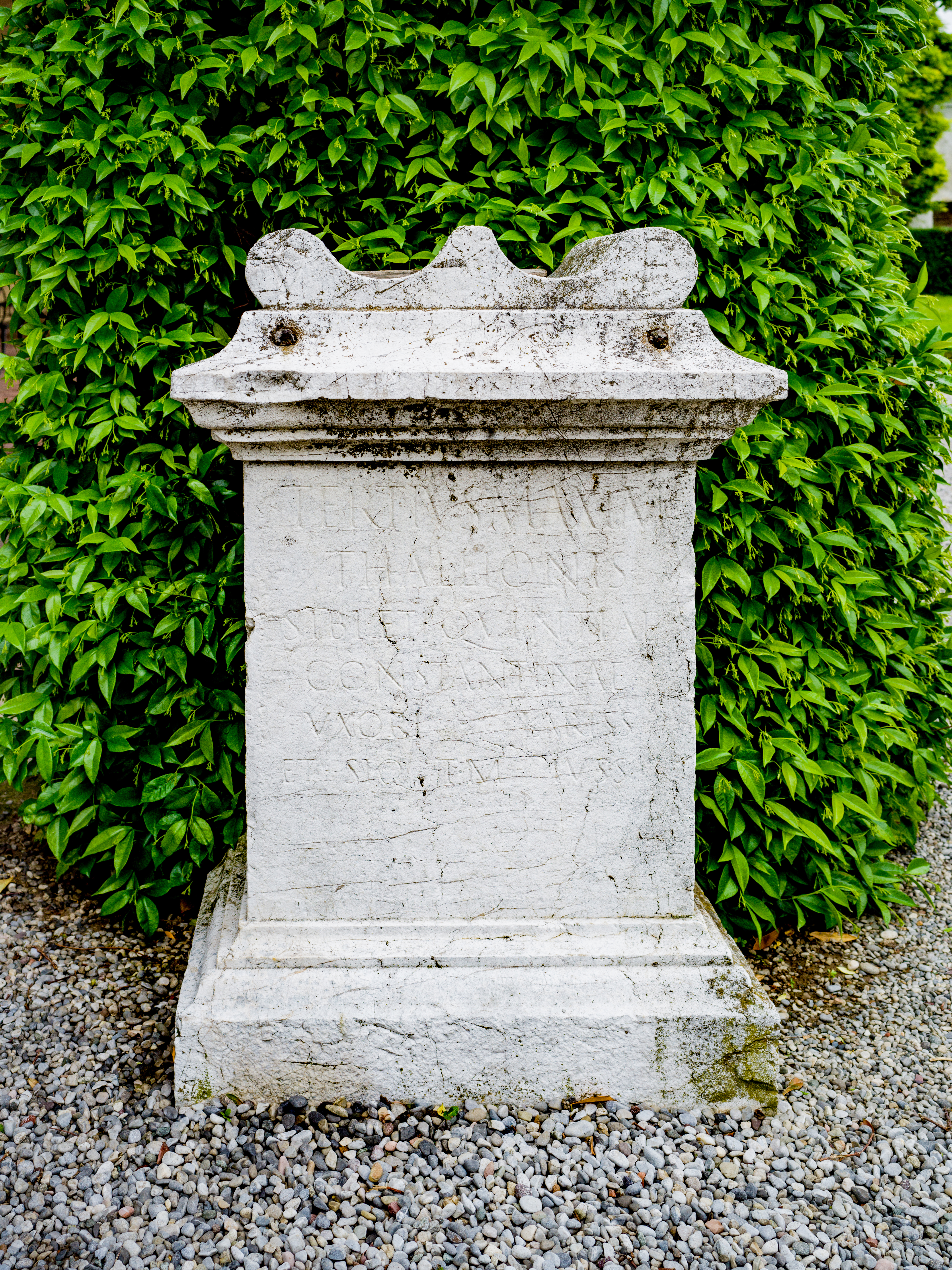
Pietra tombale romana sul lato ovest del cortile della villa.

A sud la villa possiede un brolo (in Lombardia un campo di verdure e frutteto), separato da una ampia cancellata di ferro, sorretta da colonne in pietra di Botticino. La cancellata, un tempo molto ricca, fu sequestrata prima della seconda guerra mondiale, nell'ambito del programma ferro per la Patria, al fine di ricavarne metallo per le armi.